# Gaby (Italia)
Gaby (en idioma walser Goobi, Goabi o Überlann) es una comuna o municipio italiano, situado en la región autónoma del Valle de Aosta dentro del valle del río Lys. En el año 2007 poseía 487 habitantes.
La localidad constituye un islote arpitano en un valle de cultura y idioma walser.
Limita con los municipios de Andorno Micca (BI), Brusson , Callabiana (BI), Gressoney-Saint-Jean, Issime, Piedicavallo (BI), Rassa (VC) y Sagliano Micca (BI). Forma parte de la Unité des communes valdôtaines Walser.

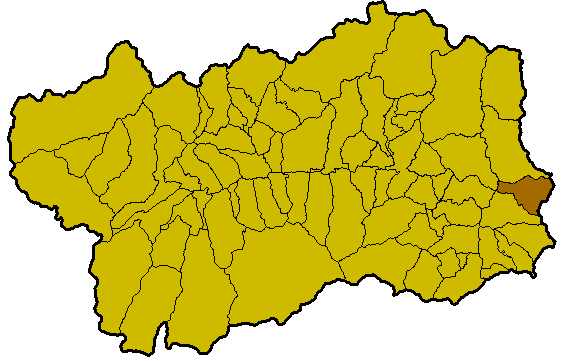
Situación de Gaby en el Valle de Aosta.

## Evolución demográfica
| Gráfica de evolución demográfica de Gaby entre 1861 y 2001 |
|                                                            |
| Fuente ISTAT - elaboración gráfica de Wikipedia            |

## Monumentos y lugares de interés

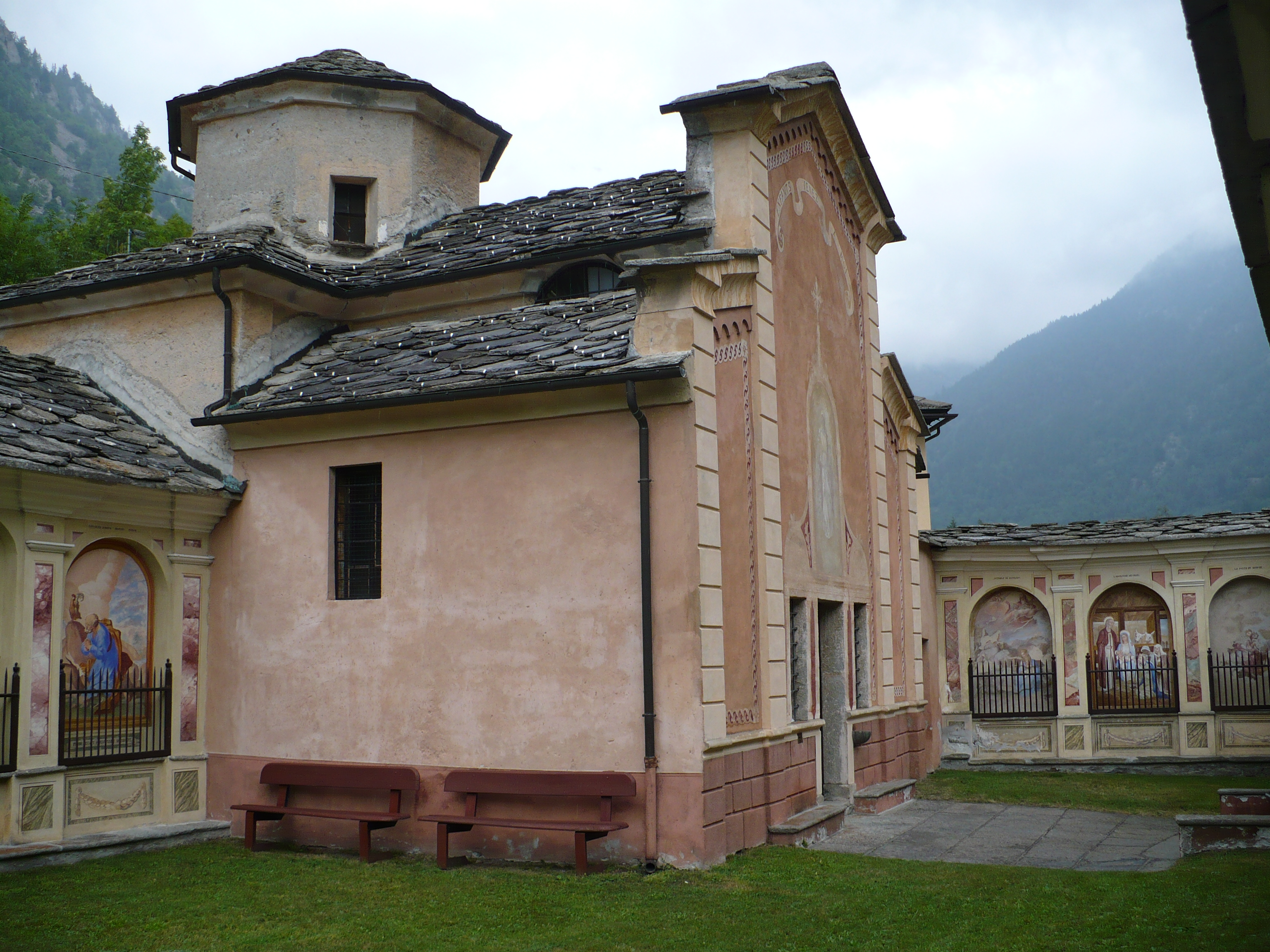
Santuario de Vourry.

- Santuario de Vourry. Se encuentra 2 km al sur de Gaby y está dedicado a la Virgen María.

## Administración
| Período | Identidad        | Partido          |
| ------- | ---------------- | ---------------- |
| 2005-   | Emilio Bastrenta | Unión Valdostana |

## Personajes
- Jean-Joconde Stévenin, religioso y político.